# Maestlin (månkrater)
Maestlin är en nedslagskrater på Stormarnas ocean på månen. Maestlin har fått sitt namn efter den tyske astronomen och matematikern Michael Maestlin.

## Satellitkratrar
| Maestlin | Latitud | Longitud | Diameter |
| -------- | ------- | -------- | -------- |
| G        | 2,0° N  | 42,1° V  | 4 km     |
| H        | 4,7° N  | 43,5° V  | 7 km     |
| R        | 3,5° N  | 41,5° V  | 61 km    |